# SOR NC 18
SOR NC 18 – autobus przegubowy, całkowicie niskopodłogowy. Produkowany przez firmę SOR w czeskim Dolni Libchavy od 2008 roku. Autobus ten służy do transportu na trasach podmiejskich i międzymiastowych. Eksploatowany głównie w Czechach.

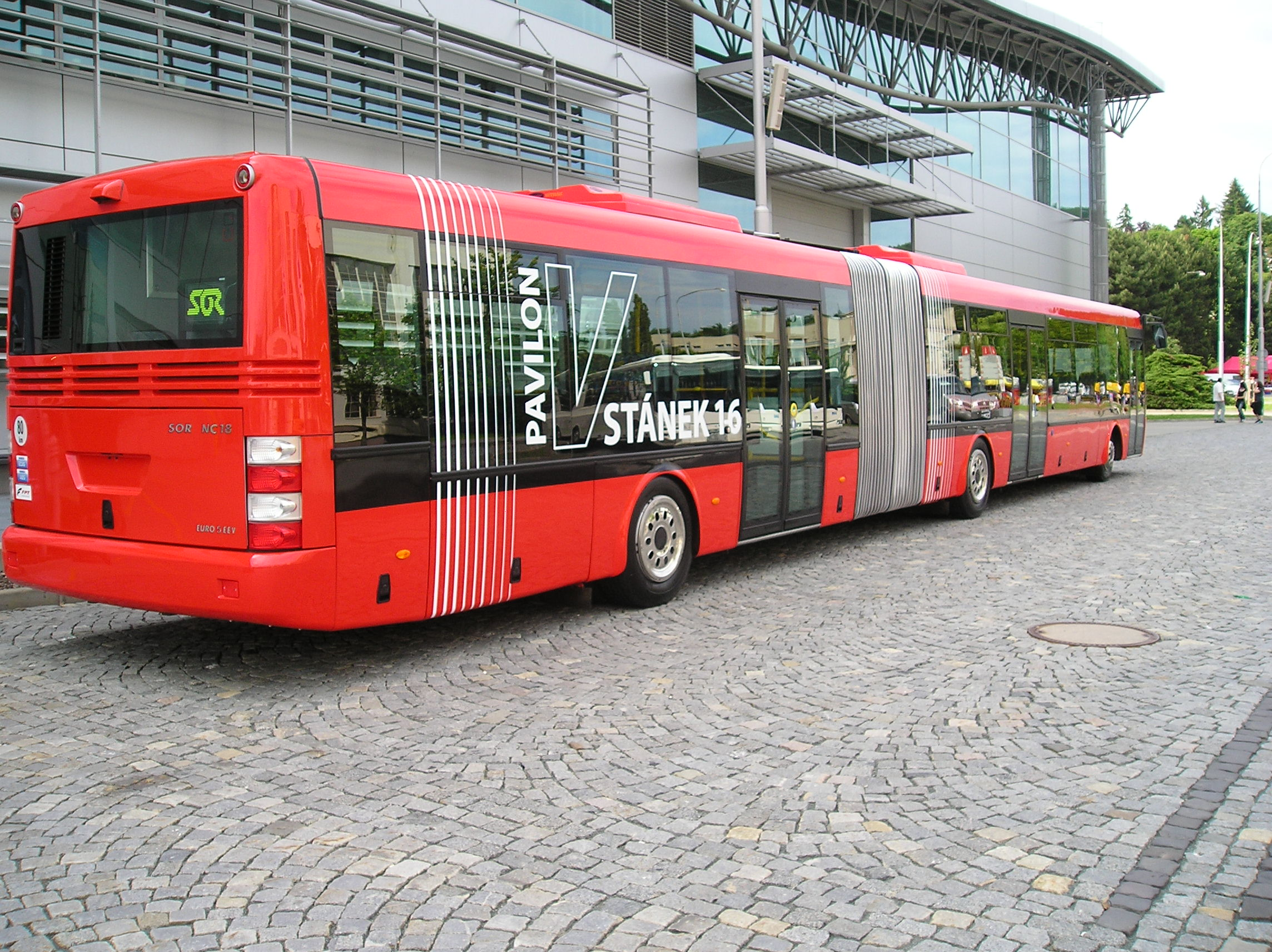
Z tyłu